# Kühlschrankmagnet

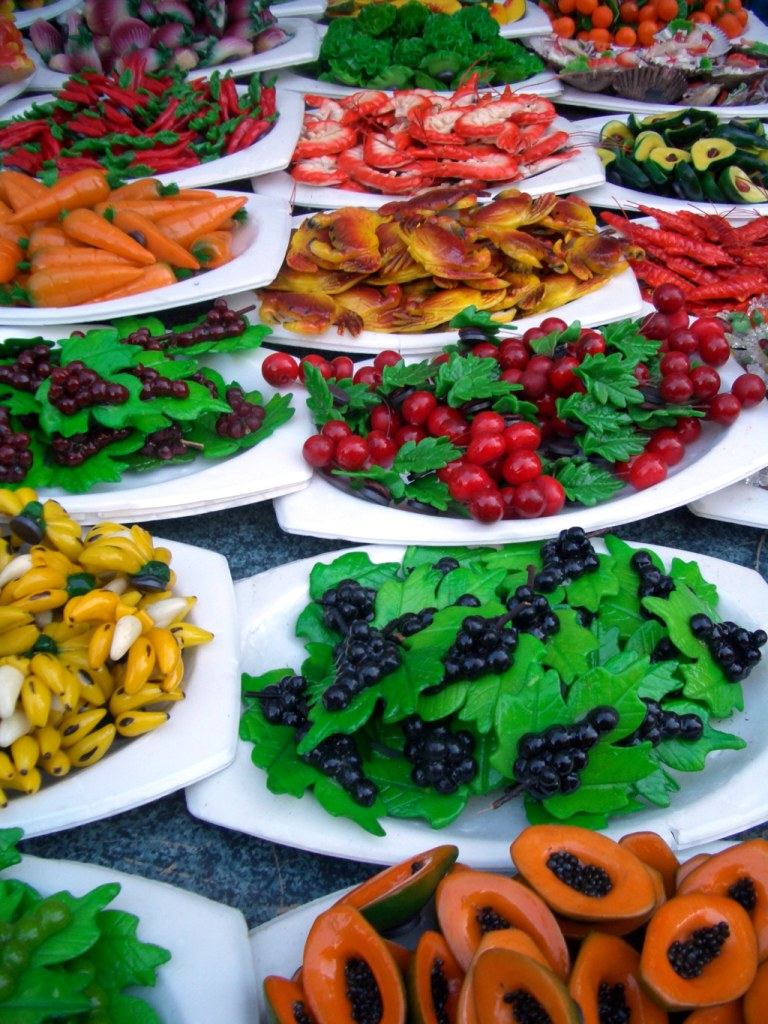
Magnetische Meeresfrüchte und Obst an einem Marktstand in New York

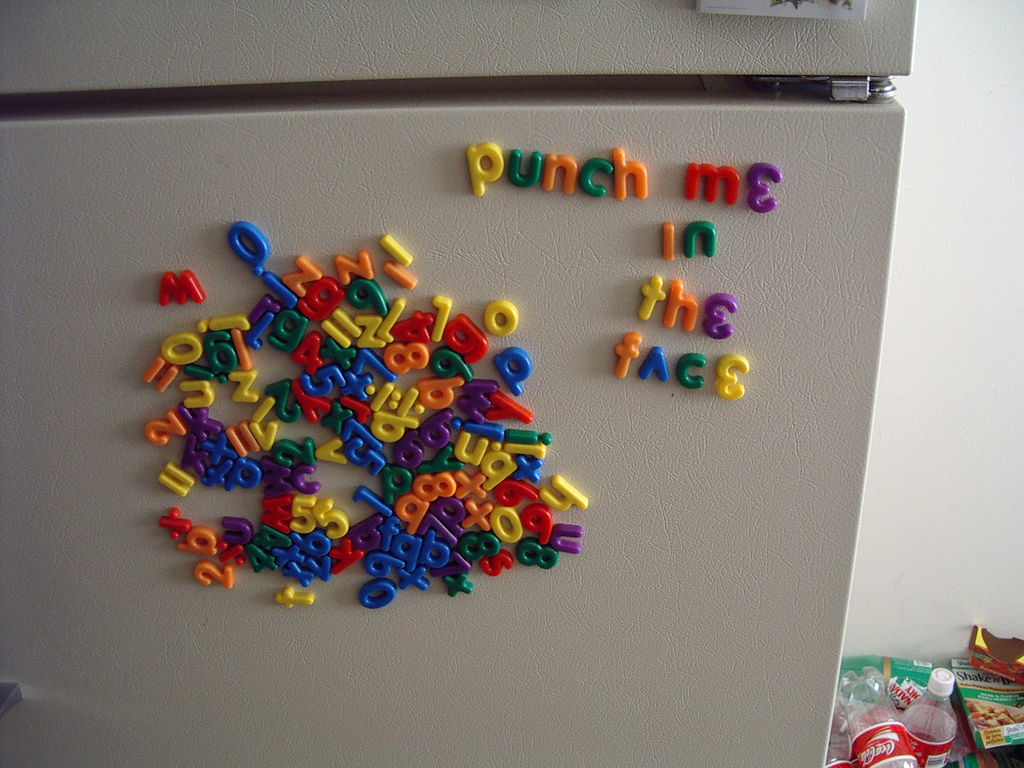
Kühlschrankmagnete in Form von bunten Buchstaben für kurze Notizen

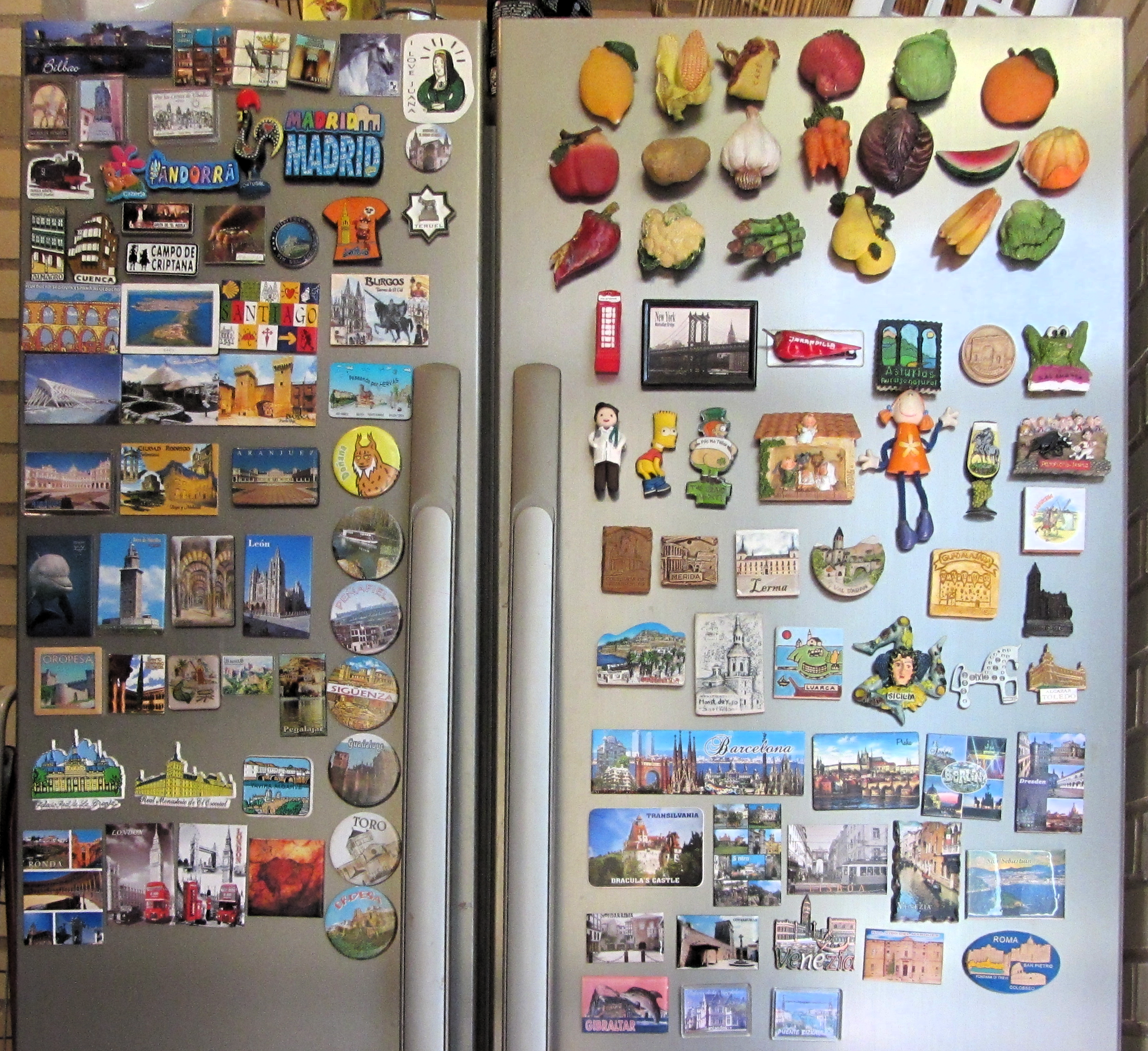
Kühlschrankmagnet

Ein Kühlschrankmagnet ist ein dekoratives Element, das nebenbei auch noch praktischen Nutzen haben kann. William Zimmermann aus St. Louis (Missouri) meldete in den frühen 1970ern als erster ein Patent auf kleine bunt kartonierte Magnete an, die zur Dekoration oder zur variablen Befestigung von Notizzetteln geeignet waren.

## Arten von Kühlschrankmagneten
Die Kühlschrankmagnete bestehen aus den Magneten und einer Vielzahl von möglichen Farben, Formen und Motiven, die mit dem Magnet fest verbunden sind. Als Motiv kommt vieles in Frage, z. B. dekorativ gestaltete Abbildungen von Lebensmitteln, Küchenwerkzeugen, nostalgischen Küchengeräten, Logos und Werbebildchen von Lebensmittelherstellern, Comicfiguren, Blumen, Stadtansichten und Touristik-Artikel. Die Magnetseite haftet an der eisernen Kühlschranktür und die Motivseite ist sichtbar. Die Motive werden teilweise in Serien aufgelegt und sind beliebte Sammelstücke.
Eine weitere technische Möglichkeit besteht aus bedruckter Magnetfolie, die aus einer Kunststofffolie besteht, welche mit Eisenstaub beschichtet und magnetisiert ist.

## Kühlschrankmagnete als Sammelobjekte
Das Sammeln von Kühlschrankmagneten ist unter anderem in den Vereinigten Staaten und Russland ein populäres Hobby. Die Magnete werden z. B. über Online-Communitys unter den Sammlern getauscht und privat gehandelt. Insbesondere die touristischen Kühlschrankmagnete mit Ansichten verschiedener Städte und Länder sind dort begehrt. Die russischsprachige Web-Gemeinschaft, zu der einige Hundert Sammler gehören, hat im Jahr 2008 sogar einen Begriff eingeführt, der das Sammeln der Kühlschrankmagnete bezeichnen soll – Memomagnetik (Russisch: мемомагнетика). Dieser Begriff wurde von zwei Wörtern abgeleitet: lateinisch memoriale und griechisch magnetis.

### Die größte Sammlung der Welt
Die US-Amerikanerin Luise J. Greenfarb aus Henderson (Nevada) hält den Weltrekord als Sammlerin der Kühlschrankmagnete und ist somit in das Guinness-Buch der Rekorde eingetragen. Ihre Sammlung umfasst inzwischen mehr als 30.000 Artikel. Über 7.000 davon werden im Guinness-Museum in Las Vegas ausgestellt.

## Sonderformen
In den 1990ern kamen Kühlschrankmagnete in Form von ganzen Silben und Worten auf, mit denen kurze Nachrichten übermittelt werden können. An andere stärkere Magnete mit Hakenaufsatz können Schlüssel oder Topflappen gehängt werden. Selbst kleine Bilderrahmen sind möglich.